# Mali Karamas
Mali Karamas (en rus: Малый Карамас) és un poble de la República de Marí El, a Rússia, que en el cens del 2010 no tenia cap habitant. Pertany al districte rural de Voljsk.